# Maja Chwalińska
 Maja Chwalińska (født 11. oktober 2001 i Dąbrowa Górnicza) er en polsk tennisspiller. Hun spiller på ITF Women's Circuit hvor hun har vundet tre doubletitler.
I slutningen af juli 2018 tabte hun finalen ved European Junior Championships U/18 i schweiziske Klosters med 3-6, 3-6 til danske Clara Tauson.
På ITF Junior Circuit havde hun indtil slutningen af august 2018 spillet over 70 kampe i single.